# Букър Ти
Букър Тио Хъфман младши (на английски: Booker Tio Huffman Jr., роден на 1 март 1965 г.), по-известен като Букър Ти (на английски: Booker T) във федерацията TNA, е кечист, бивш член на кеч отбора „The Main Event Mafia“, както и в отбор със Златен прах, Стиви Рей, Скот Щайнер, Роб Ван Дам и Тест в WWF/WWE, и бивш коментатор. Има договор с WWE и е мениджър на шоуто „Разбиване“.

## В кеча
- Интро песни
  - Rap Sheet By Rene De Wael And Didier Leglise (AAA/WCW/WWF/WWE) (1993 – 2006, 2011-момента)
  - Rockhouse By Frank Shelley (WWF) (2002)
  - Dead White Guys By Joseph Saba And Stewart Winter (WWE) (2006 – 2007 като Крал Букър)
  - Sucka By Dale Oliver (TNA) (2007 – 2009)

### Фрази
- - Can You Dig It? Sucka
  - You Dig That? Sucka
  - 5 Time 5 Time 5 Time 5 Time 5 Time WCW Champion

### Завършващи Движения
- Book End
- Spin-A-Roonie And Scissors Kick
- Harlem Hangover – WCW
- 110th Street Slam
- Forearm Smash
- Dropkick
- Harlem Sidekick
- Heat Seeker
- Roundhouse Kick
- Spinning Heel Kick
- Superkick
- Sidewalk Slam
- Russian Leg Sweep
- Running Knee Drop

### Титли и постижения
- Global Wrestling Federation
  - Отборен шампион на GWF (3 пъти) – със Стиви Рей
- Las Vegas Pro Wrestling
  - Шампион в тежка категория на LVPW UWF (1 път)
- Prairie Wrestling Alliance
  - Шампион в тежка категория на PWA (1 път)
- Pro Wrestling Illustrated
  - Вдъхновяващ Кечист на годината (2000)
  - Най-добрият Кечист на годината (1998)
  - Отбор на годината (1995, 1996) със Стиви Рей
  - PWI 500 го класира на 5-о място от топ 500 единични кечисти през 2001
- Texas All-Pro Wrestling
  - Шампион в тежка категория на TAP (1 път)
- Reality of Wrestling
  - Отборен шампион на ROW (1 път) – със Стиви Рей
- Total Nonstop Action Wrestling
  - Легендарен шампион на TNA (1 път)
  - Отборен шампион на TNA (1 път) – със Скот Стайнър
- World Championship Wrestling
  - Световен шампион на WCW (4 път)
  - Световен Телевизионен щампион на WCW (6 пъти)
  - Шампион на Съединените шати в тежка категория на WCW (1 път)
  - Световен отборен шампион на WCW (10 пъти) – със Стиви Рей
  - Девети шампион Тройна Корона на WCW
- World Wrestling Federation/World Wrestling Entertainment/WWE
  - Световен шампион на WCW (1 път)
  - Световен шампион в тежка категория (1 път)
  - Интерконтинентален шампион на WWE (1 път)
  - Шампион на Съединените щати на WWE (3 пъти)
  - Хардкор шампион на WWE (2 пъти)
  - Световен отборен шампион на WWE (3 пъти) – с Тест (1), Златен Прах (1) и Роб Ван Дам (1)
  - Отборен шампион на WCW (1 път) – с Тест
  - Крал на ринга (2006)
  - Залата на славата на WWE (Избран за 2013)
  - Шестнадесети шампион Тройна Корона
  - Осми Гранд слами шампион
- Wrestling Observer Newsletter
  - Най-недооценен (2002)